# (35642) 1998 KF53
1998 KF53 (asteroide 35642) é um asteroide da cintura principal. Possui uma excentricidade de 0.14302090 e uma inclinação de 11.17398º.
Este asteroide foi descoberto no dia 23 de maio de 1998 por LINEAR em Socorro.